# Isabel Swan
Isabel Marques Swan (Rio de Janeiro, 18 novembre 1983) è una velista brasiliana.

## Palmarès

### Olimpiadi
- 1 medaglia:
  - 1 bronzo (Pechino 2008 nella classe 470)

### Universiadi
- 1 medaglia:
  - 1 bronzo (Shenzhen 2011 nella classe 470)